# Соломон, Сьюзан
Сьюзан Соломон (англ. Susan Solomon; род. 19 января 1956, Чикаго) — американский атмосферный химик и климатолог, всемирно признанный лидер в области науки об атмосфере, в особенности за её вклад в понимание причин образования антарктической озоновой дыры.
Старший научный сотрудник Национального управления океанических и атмосферных исследований (с 1991) и профессор MIT (с 2011), член НАН США (1992) и Американского философского общества (2008), иностранный член Французской АН (1995) и Лондонского королевского общества (2008).
Удостоена Национальной медали науки (1999) за «объяснение причины [образования] антарктической озоновой дыры»
и Большой медали Французской АН (2008), а также многих других отличий, в том числе международных и высокопрестижных.
В её честь в 1994 году в Антарктиде на Земле Виктории названы Solomon Glacier и Solomon Saddle.
В 2008 году она вошла в топ-100 самых влиятельных людей мира по версии журнала «Time».
В 2009 году введена в Национальный зал славы женщин.
Третий наиболее цитируемый учёный в области геонаук за период 1990-х годов (согласно Science Watch).
В 2010 году журнал Good Housekeeping назвал её в числе 125 женщин, изменивших мир.
В 1986 году она предположила, что антарктическая озоновая дыра обязана своим появлением хлорфторуглеродам, что затем подтвердилось и способствовало принятию Монреальского протокола 1987 года. Спустя тридцать лет Сьюзан Соломон также впервые показала ранние признаки восстановления озонового слоя над Антарктикой.

## Биография
Окончила Иллинойсский технологический институт (бакалавр химии с отличием, 1977), в Зал славы которого будет введена в 2015 году. В Калифорнийском университете в Беркли получила степени магистра химии (1979) и доктора философии по химии (1981), а в 2007 году её удостоили там Отличия выдающегося выпускника.
Затем с того же 1981 года по настоящее время работает в аэрономической лаборатории, а ныне это отдел химических наук Национального управления океанических и атмосферных исследований — с 1991 года в должности старшего научного сотрудника (Senior Scientist). В 1992—2006 годах также сотрудничала с Национальным центром атмосферных исследований, где в 1995—1996 годах являлась и. о. директора отдела. Одновременно является присоединённым профессором в Колорадском университете в Боулдере. Являлась главным научным консультантом двух магистров и пяти аспирантов (Ph.D.).
С 2011 года именной профессор атмосферной химии и климатологии, а ныне экологических штудий Массачусетского технологического института (именной профессор Lee and Geraldine Martin Professor in Environmental Studies с 2018 года).
В 1986 и 1987 гг. являлась руководителем научного проекта на антарктической станции Мак-Мердо. Именно тогда была подтверждена предложенная ею теория о взаимодействии между ХФУ и полярными стратосферными облаками в качестве причины образования озоновой дыры.
В 2002—2008 годах сопредседатель первой рабочей группы Межправительственной группы экспертов по изменению климата, последняя которая была отмечена Нобелевской премией в 2007 году.
В 2007 году приглашённый учёный в Вашингтонском университете.
Член Американской академии искусств и наук (1993) и Королевского химического общества (2006), иностранный член Европейской Академии (1999). Также член Royal Meteorological Society и Американского химического общества, фелло Американского геофизического союза.
Почётный член International Polar Foundation (2005), Геологического общества Лондона (2008), Американского метеорологического общества (2012), American Polar Society (2013), Королевского химического общества (2017).
Почётный доктор Колорадского университета в Боулдере (1993), Тулейнского университета (1994), Williams College (1996), Иллинойсского технологического института (2001), Университета штата Нью-Йорк в Стоуни-Брук (2001), Университета Майами (2003), британского Университета Восточной Англии (2004), Северо-Западного университета (2006), Университета Батлера (2008), Пенсильванского университета (2009), французского Университета Пьера и Марии Кюри (2010), греческого Афинского университета (2010), Колледжа Смит (2012), английского Лидского университета (2013), канадского Университета Британской Колумбии (2015), Брауновского университета (2015).

## Отличия
- James B. Macelwane Medal[англ.] Американского геофизического союза (1985)
- Золотая медаль за исключительную службу, министерство торговли США (1989)
- 1991 — Henry G. Houghton award for excellence in research Американского метеорологического общества (American Meteorological Society[англ.])
- 1992 — Common Wealth Award of Distinguished Service[англ.]
- 1994 — Arthur S. Flemming Award[англ.]
- 1994 — H. J. Reid award, Langley Research Center[англ.], НАСА
- 1996 — Stratospheric Ozone Protection Award, Агентство по охране окружающей среды США
- 1997 — Отличие за ключевой вклад в развитие Монреальского протокола, Программа ООН по окружающей среде
- 1998 — Climate Protection Award, Агентство по охране окружающей среды США
- 1999 — Национальная научная медаль США
- 2000 — Carl-Gustaf Rossby Research Medal[англ.], высшая награда Американского метеорологического общества
- 2002 — Weizmann Women & Science Award[англ.]
- 2002 — Золотая медаль министерства торговли США
- 2003 — Distinguished Presidential Rank Award[англ.]
- 2004 — Премия Голубая планета, Япония
- 2006 — Премия В. М. Гольдшмидта, высшее отличие Геохимического общества (англ. Geochemical Society)
- 2007 — Lowell Thomas Award, Explorers Club
- 2007 — Премия Леметра, Фонд Жоржа Леметра, Бельгия
- 2007 — Нобелевская премия для МГЭИК
- 2007 — William Bowie Medal[англ.], высшая награда Американского геофизического союза
- Лекция Бьеркнеса (Bjerknes Lecture), Американский геофизический союз (2007)
- 2008 — Кавалер Ордена Почётного легиона
- 2008 — Distinguished Presidential Rank Award (второй раз)
- 2008 — Большая медаль Французской академии наук
- 2008 — Медаль Джона Скотта
- 2009 — Введена в Национальный зал славы женщин
- 2009 — Volvo Environment Prize
- 2010 — Service to America Medal[англ.]
- 2012 — BBVA Foundation’s Frontiers of Knowledge Award в категории «Изменение климата»
- 2012 — Премия Ветлесена (совм. с Жаном Жузелем)[8]
- 2017 — Arthur L. Day Prize and Lectureship[англ.], НАН США
- 2018 — Бейкеровские медаль и лекция Лондонского королевского общества — за выдающийся вклад в науку об атмосфере, в особенности в понимание истощения полярного озона[4][12]
- 2018 — Премия Крафорда
- NAS Award for Chemistry in Service to Society[англ.] (2021)